# Arnau Serra i companys màrtirs de Tunis
Arnau Serra (Diversos llocs de la Corona d'Aragó, s. XV - Tunis, 1492) amb trenta companys foren frares de l'Orde de la Mercè, morts com a màrtirs. Són venerats com a beats al si de l'orde.

## Vida i veneració
No en coneixem la resta de noms, ni les dades de procedència; probablement eren de diversos convents mercedaris de la Corona d'Aragó. Tot el grup anà a Tunis en 1492 amb la missió d'alliberar captius cristians i quedar-s'hi en el seu lloc fins que arribés un rescat. Mentre hi eren predicant, però, foren detinguts pels musulmans. En no voler abjurar de la seva fe, foren torturats i, finalment, tancats i abandonats en unes masmorres. Hi anaren morint de set i fam, i són considerats màrtirs.
Són venerats com a beats per l'Orde de la Mercè i figuren al seu santoral el dia 20 de maig. Fora de l'orde, però, no tenen culte oficial.